# Trần Việt Hùng
Trần Việt Hùng (sinh 23 tháng 11 năm 1946) là đại biểu Quốc hội Việt Nam khóa 11, thuộc đoàn đại biểu Hải Phòng.